# Triplax scutellaris
Triplax scutellaris är en skalbaggsart som beskrevs av Toussaint de Charpentier 1825. Triplax scutellaris ingår i släktet Triplax, och familjen trädsvampbaggar. Arten är reproducerande i Sverige.